# Telar de Jacquard

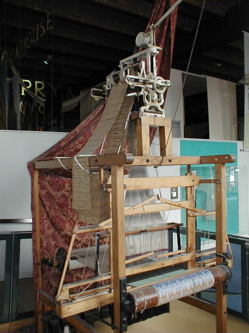
Telar Jacquard en el Museo de la ciencia y la industria, en Mánchester (Inglaterra).

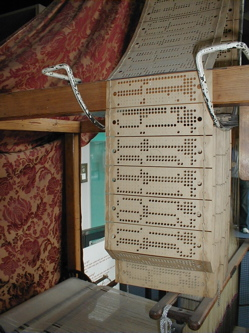
Tarjetas perforadas en un telar de Jacquard.

El telar de Jacquard es un telar mecánico inventado por Joseph Marie Jacquard en 1801. El artilugio utilizaba tarjetas perforadas para conseguir tejer patrones en la tela, permitiendo que hasta los usuarios más inexpertos pudieran elaborar complejos diseños. La invención se basaba en los instrumentos que anteriormente diseñaron Basile Bouchon (1725), Jean-Baptiste Falcon (1728) y Jacques Vaucanson (1740), todos ellos de nacionalidad francesa.
Aunque siempre se ha denominado telar de Jacquard, el telar de Jacquard en sí es la máquina inferior que intersecciona los hilos para producir la tela, mientras que lo que verdaderamente inventó Jacquard es la máquina que produce el movimiento independiente de los hilos de urdimbre para conseguir el dibujo solicitado a través de las armuras o ligamentos insertados en las diferentes zonas del tejido.

## Evolución

### Vincenzi
Las primeras máquinas desarrolladas a partir de su invento, denominadas vincenzi, utilizaban el propio cartón perforado para el movimiento directo de las agujas que hacían subir y bajar los hilos, lo cual implicaba una movilidad limitada en el tiempo.  

### Verdol
Más tarde apareció el tipo verdol, en el que el cartón pasaba a ser papel continuo con un mecanismo transversal que duplicaba la velocidad de la máquina. Actualmente el papel perforado ha sido sustituido por señales electrónicas que hacen reaccionar unos electroimanes que activan o desactivan el movimiento de las arcadas de la montura que mueve los hilos reptiles triplicando la velocidad de las máquinas anteriores. 
En el apartado de velocidades, como ejemplo sobre telares mecánico-electrónicos podremos observar que mientras un telar  vincenzi años 1960 giraba a unas 70 rpm  las verdol de los años 80 giraban a 200. Actualmente los telares electrónicos pueden girar a más de 600 rpm.

## Funcionamiento
Cada tarjeta perforada correspondía a una línea del diseño, y su colocación junto con otras tarjetas determinaba el patrón (ligamento/armura) con el que el telar tejería. Cada agujero de la tarjeta correspondía con un gancho "Bolus", que tenía dos posiciones, pudiendo estar arriba o abajo. De esta manera, dependiendo de qué posición tuviera, el arnés (montura) que lleva y guía la urdimbre haría que la trama se desplazara hacia arriba o hacia abajo. De esta manera, la secuencia de subidas y bajadas del hilo termina por crear un patrón (ligamento/armura) sobre el tejido. Los ganchos o pestañas podían ser conectados a través del arnés con un determinado número de hilos, permitiendo que el patrón (camino) se repitiera más de una vez.
Un telar con 400 ganchos podía tener conectados hasta cuatro hilos por gancho, produciendo así una tela con una anchura de 1600 hilos, y con un patrón compuesto por la combinación de las repeticiones de cuatro bandas.

## Tejidos «jacquard»
El telar de Jacquard revolucionó la tejeduría de tejidos como: el brocado, el brocatel, el damasco, el lampás, el piqué...

## Historia

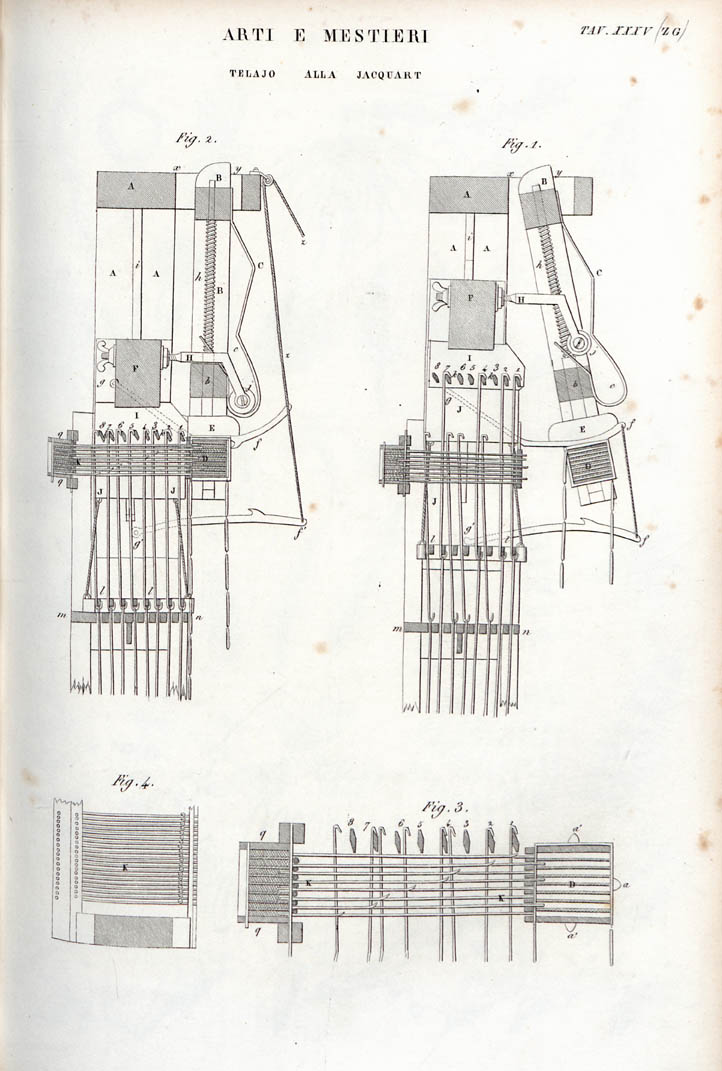
Telar de Jacquard, 1849

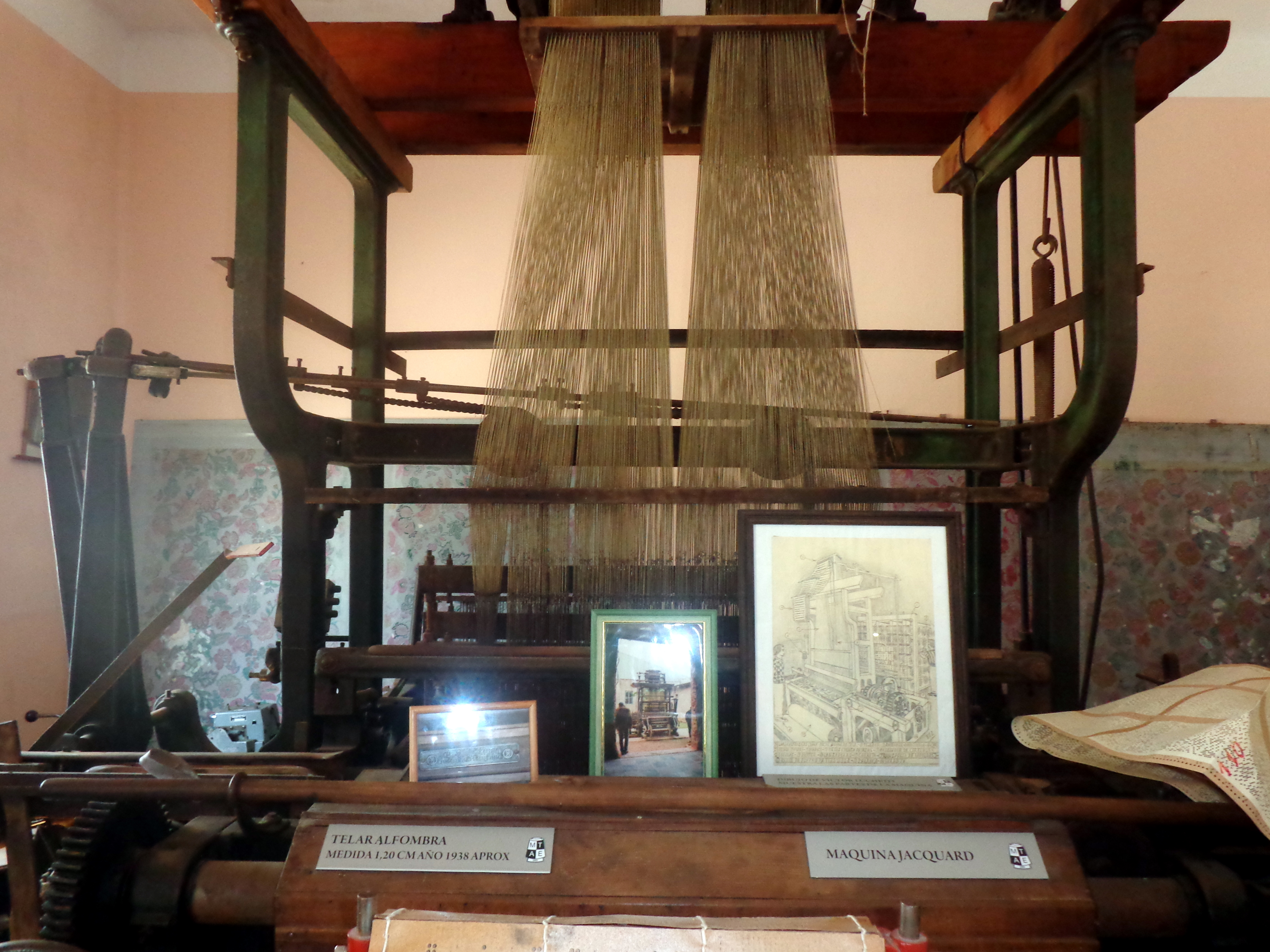
Telar Jacquard en el Museo Textil Algoselan, Parque Industrial Villa Flandria, Provincia de Buenos Aires, Argentina.

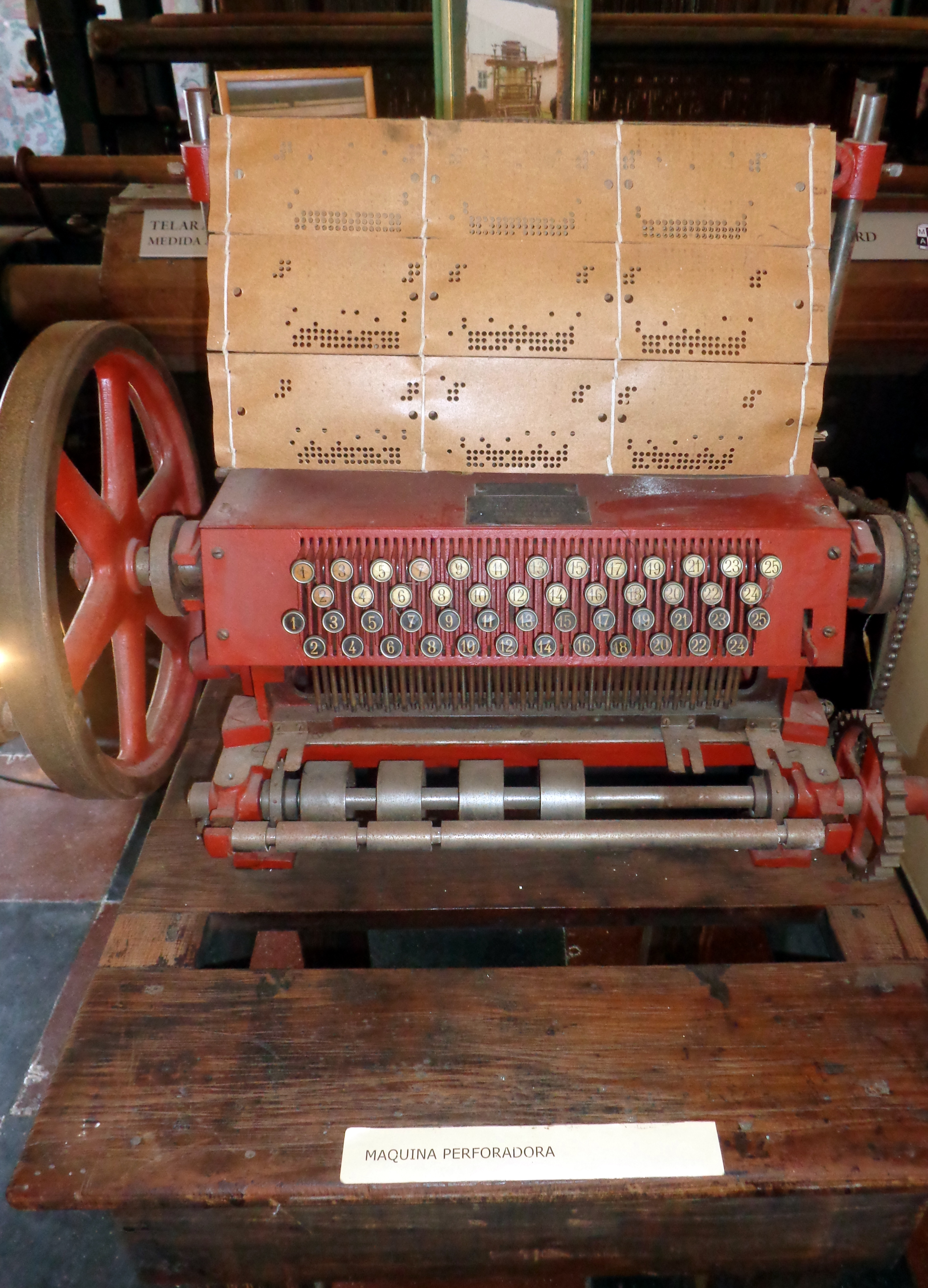
Tarjeta perforada del telar de Jacquard en el Museo Textil Algoselan.

Jacquard no fue el primero en intentar automatizar el proceso de tejido. En 1725, Basile Bouchon inventó un accesorio para los telares del dibujo que utilizaba una tira amplia del papel perforado para seleccionar los hilos urdidos que serían levantados durante la operación. Específicamente, la innovación de Bouchon consistía en una fila de ganchos. La parte curvada de cada gancho se enganchaba con una cuerda que levantaba uno de los hilos, mientras que la porción recta de cada gancho presionaba contra el papel perforado que se envolvía alrededor de un cilindro perforado. Siempre que el gancho presiona contra el papel sólido, desplazaba el cilindro hacia adelante y elevaba el hilo urdido correspondiente; mientras que, cuando el gancho se encuentra con un agujero en el papel, empujaba el cilindro hace adelante permitiendo que el gancho se deslizase dentro del cilindro y que el hilo no se elevara.
En 1737, un maestro tejedor de Lyon, Jean Falcon, había aumentado el número de hilos urdidos que el telar podía manejar automáticamente. Desarrolló un accesorio para telares en el cual la tira de papel de Bouchon fue sustituida por una cadena de tarjetas perforadas que desviaban múltiples filas de ganchos simultáneamente. Igual que Bouchon, Falcon utilizó un "cilindro" (un tubo perforado por los cuatro lados) para mantener cada tarjeta en su lugar mientras estaba presionada contra las filas de ganchos. Su telar tuvo un éxito bastante modesto: cerca de 40 telares se vendieron en 1762.
En 1741, Jacques de Vaucanson, un inventor francés, fue nombrado inspector de fábricas de seda por el cardenal Fleury, primer ministro de Luis XV. Entre 1747 y 1750, trató de automatizar el mecanismo de Bouchon. En el mecanismo de Vaucanson, los ganchos que iban a levantar los hilos se seleccionaban mediante agujas largas que se presionaban contra una hoja de papel perforado, el cual se enrollaba alrededor de un cilindro. Específicamente, cada gancho, pasaba en un ángulo recto a través del ojal de una aguja. Cuando el cilindro presionaba contra el conjunto de agujas, algunas de estas, presionando contra el papel sólido, se movían hacia adelante, lo que a su vez inclinaba los ganchos correspondientes. Los ganchos que estaban inclinados no se elevaban, de manera que los hilos de urdido que estaban enganchados por estos permanecerían en su lugar, al contrario de los ganchos que no estaban inclinados. Al aplicar su nuevo mecanismo en el telar de Bouchon, Vaucanson eliminó el complicado sistema de pesos y cuerdas que seleccionaban los hilos urdidos que se tenían que elevar durante el tejido. También añadió un mecanismo de trinquete para que el papel perforado avanzase cada vez que el cilindro fuese empujado contra la fila de ganchos. No obstante, el telar de Vaucanson no tuvo éxito, probablemente porque, de la misma manera que el mecanismo de Bouchon, no podía controlar suficientes hilos de urdido para elaborar patrones suficientemente elaborados como para justificar el coste del mecanismo.
Para estimular la industria textil francesa, que competía con la industria de Gran Bretaña, Napoleón Bonaparte impuso estrictas órdenes para controlar la seda de Lyon a partir de 1802. En 1804, a instancias del comerciante de seda de Lyon, Gabriel Detilleu, Jacquard estudió el telar de Vaucanson, el cual se almacenó en el Conservatorio de Artes y Métiers en París. Hacia 1805, Jacquard había eliminado la tira de papel del mecanismo de Vaucanson y volvió a utilizar la cadena de tarjetas perforadas de Falcon.
El telar se patentó en el año 1804. Mientras que el padre de Joseph-Marie Jacquard no conseguía fabricar más de dos centímetros de brocado de seda a la semana, un telar de este tipo en manos expertas producía sesenta centímetros de brocado a la semana. El potencial del telar de Jacquard fue reconocido inmediatamente. El 12 de abril de 1805, el emperador Napoleón y la emperatriz Josephine visitaron Lyon y lo pudieron apreciar. El 15 de abril del mismo año, el emperador le concedió la patente del telar de Jacquard a la ciudad de Lyon. A cambio, Jacquard iba a recibir una pensión vitalicia de 3000 francos, además de una regalía de 50 francos por cada telar que se compraba.

## Relación con la imagen

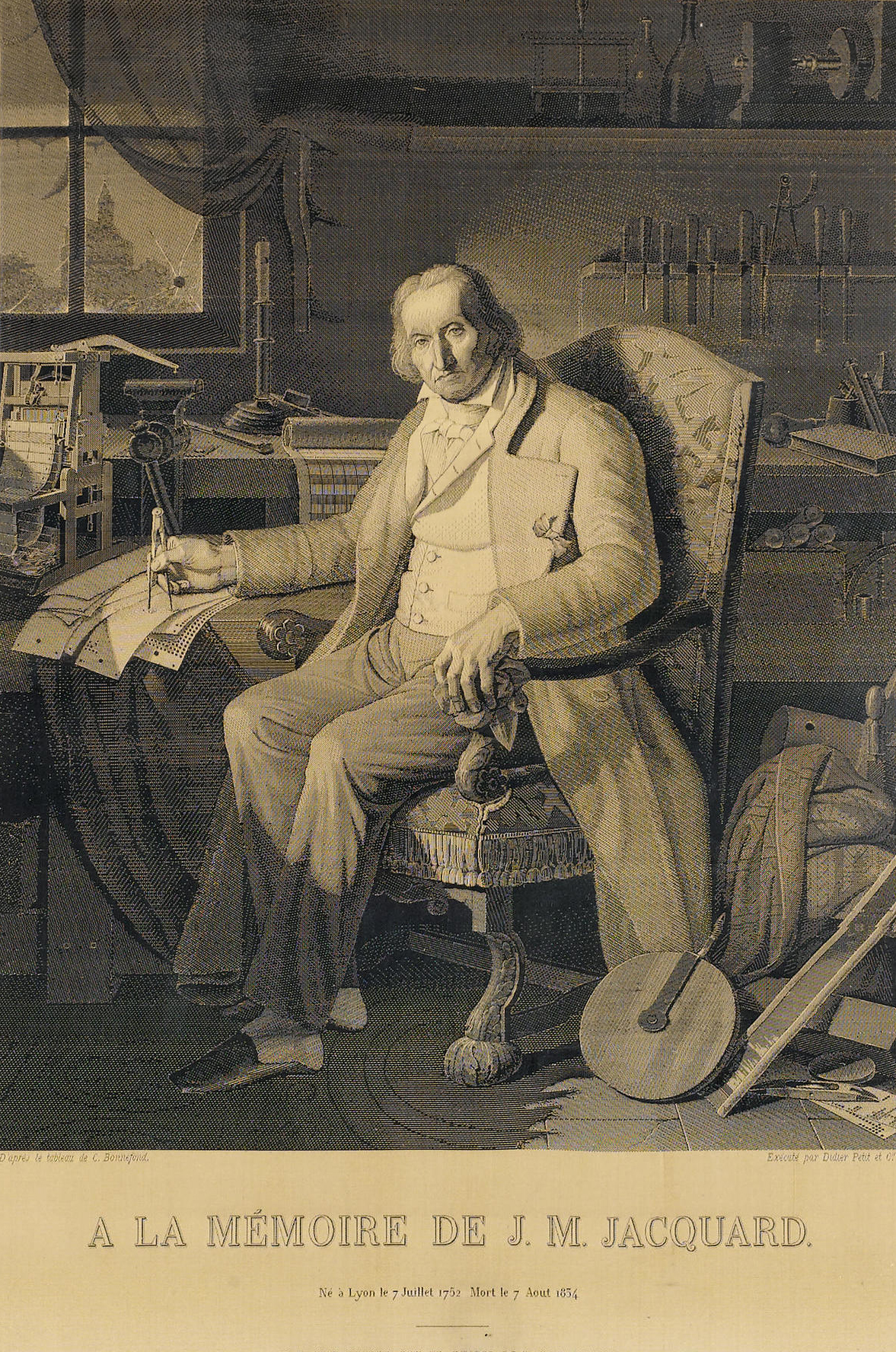
Retrato en seda tejida a la memoria de Joseph Marie Jacquard, 1839.

El telar de Joseph Marie Jacquard supuso, aparte de un gran avance en la industria textil debido a su mecanización, un antecedente fundamental en la codificación de imágenes que casi dos siglos más tarde vería la luz. La base del telar, las tarjetas perforadas de Jean Falcon eran una prefiguración binaria (muy sencilla eso sí) de cómo almacenar imágenes, como guardar la información para poderlas reproducir a posterior. Las tarjetas daban información sobre patrones y dibujos de una manera fácil: con agujeros o sin; de esta manera se conseguían producir en masa las mismas formas, se estaba copiando una sola imagen. El concepto de archivo de una fotografía es similar ya que se parece a un telar sólo que con mucha más información pero al fin y al cabo cada puntada es un píxel. La maquinaria conforma uno de los antecedentes más antiguos de la computación y de la generación de “bases de datos” en lenguaje binario. 